# Popová
Popová (również Vernárske sedlo; 1055 m) – przełęcz w Karpatach Zachodnich, stanowiąca umowną granicę między Niżnymi Tatrami na zachodzie a Słowackim Rajem na wschodzie. Znajduje się niespełna 1 km na wschód od wzniesienia o tej samej nazwie (1099 m) w grzbiecie opadającym ze szczytu Predná hoľa (1545 m). Geomorfologiczna granica między wspomnianymi grupami górskimi biegnie również na zachód od przełęczy.
Na przełęcz od północy z Popradu przez Vernár prowadzi ważna droga jezdna, która tuż na południe od niej w miejscu zwanym Pusté Pole rozdziela się w dwóch kierunkach: na wschód do Dobszyny oraz na południowy zachód do Červenej Skaly (Czerwona Skała). Stara droga z Vernáru wiodła bardziej na zachód: doliną pod szczytem Barbolica (1013 m), koło leśniczówki Potoky, na przełęcz Hnilec (1021 m) i stamtąd łagodnie stokiem na Pusté Pole.